# Bijapur
Bijapur (o Vijayapur) (kannada: ವಿಜಾಪುರ) è una città dell'India di 264.807 abitanti, capoluogo del distretto di Bijapur, nello stato federato del Karnataka. In base al numero di abitanti la città rientra nella classe I (da 100.000 persone in su).

## Geografia fisica
La città è situata a 16° 49' 60 N e 75° 42' 0 E e ha un'altitudine di 605 m s.l.m.. Si trova nell'altopiano del Deccan a circa 480
km a sudest di Mumbai.

## Storia

### Dall'antichità al Sultanato
Anticamente la città era nota con il nome di Vijayapura ("città della vittoria") e fu capitale del regno Yadava dal 1190 al 1294, anno in cui venne conquistata da 'Ala' al-Din II di Delhi e annessa al Sultanato di Delhi governato da Jalal al-Din Khalji. Nel 1489 Yusuf Khan, che in precedenza era stato un generale del Sultanato di Bahmani, assunse il controllo della città inaugurando la dinastia 'Adil Shahi che sarebbe durata per quasi due secoli (1490-1686).
Durante questa dinastia il re 'Ali 'Adil Shah I fece costruire le mura della città, la moschea del Venerdì, acquedotti e altre opere pubbliche. Dopo la vittoria nella battaglia di Talikota grazie alle alleanze con i sultanati di Ahmadnagar e Golconda, 'Ali 'Adil morì e gli succedette il nipote minorenne Ibrahim 'Adil Shah II, i cui primi anni di regno furono retti da Chand Bibi. Ibrahim fu anche poeta e un grande mecenate delle arti, e alla sua corte ospitò i poeti persiani Malik Qumm e Muhammad Zuhuri.
Nel 1626 fu incoronato re Mohammed 'Adil Shah, ma durante il suo regno la città cadde nelle mani del capo maratha Shivaji, il quale tra il 1646 e il 1648 conquistò molti forti importanti. Nel 1656 Aurangzeb assediò Bijapur, ma dovette presto far ritorno ad Agra per via delle gravi condizioni di salute di suo padre Shah Jahan. Trent'anni dopo tuttavia riuscì a detronizzare Sikandar 'Adil Shah, ultimo sovrano degli 'Adil Shahi.

### Dal periodo Moghul all'età moderna
Nel 1688 Bijapur venne colpita da un'epidemia di peste bubbonica che uccise 150.000 persone tra cui Aurangabadi Mahal, una concubina di Aurangzeb. Alla morte di quest'ultimo Bijapur passò nelle mani del figlio Muhammad Kam Bakhsh, che si autoproclamò Din Panah ("imperatore"). Dopo essere stata annessa ai domini di Nizam dello Stato di Hyderabad e a quelli dell'Impero Maratha, nel 1818 Bijapur venne occupata dagli inglesi, i quali la assegnarono al Raja di Satara. Quando questo stato cessò di esistere nel 1848, Bijapur venne annessa ai territori dell'Impero anglo-indiano.
Nel 1864 i britannici fecero della città un distretto separato e vi ubicarono diversi uffici governativi, che tuttavia furono presto trasferiti altrove. Due gravi carestie (una nel 1718 - detta anche "carestia dei teschi" - e l'altra nel 1818-19) avevano sensibilmente ridotto la città a un semplice comune di poche migliaia di abitanti disseminato di palazzi desolati e rovine storiche.

## Monumenti e luoghi di interesse

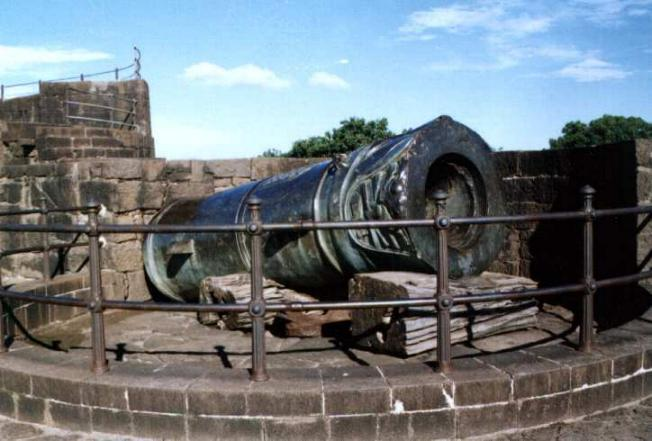
Il cannone Malik-i-Maidan (Signore della pianura), all'epoca considerato il più grande cannone di tutta l'India, si trova ancora a protezione dell'ingresso ovest.

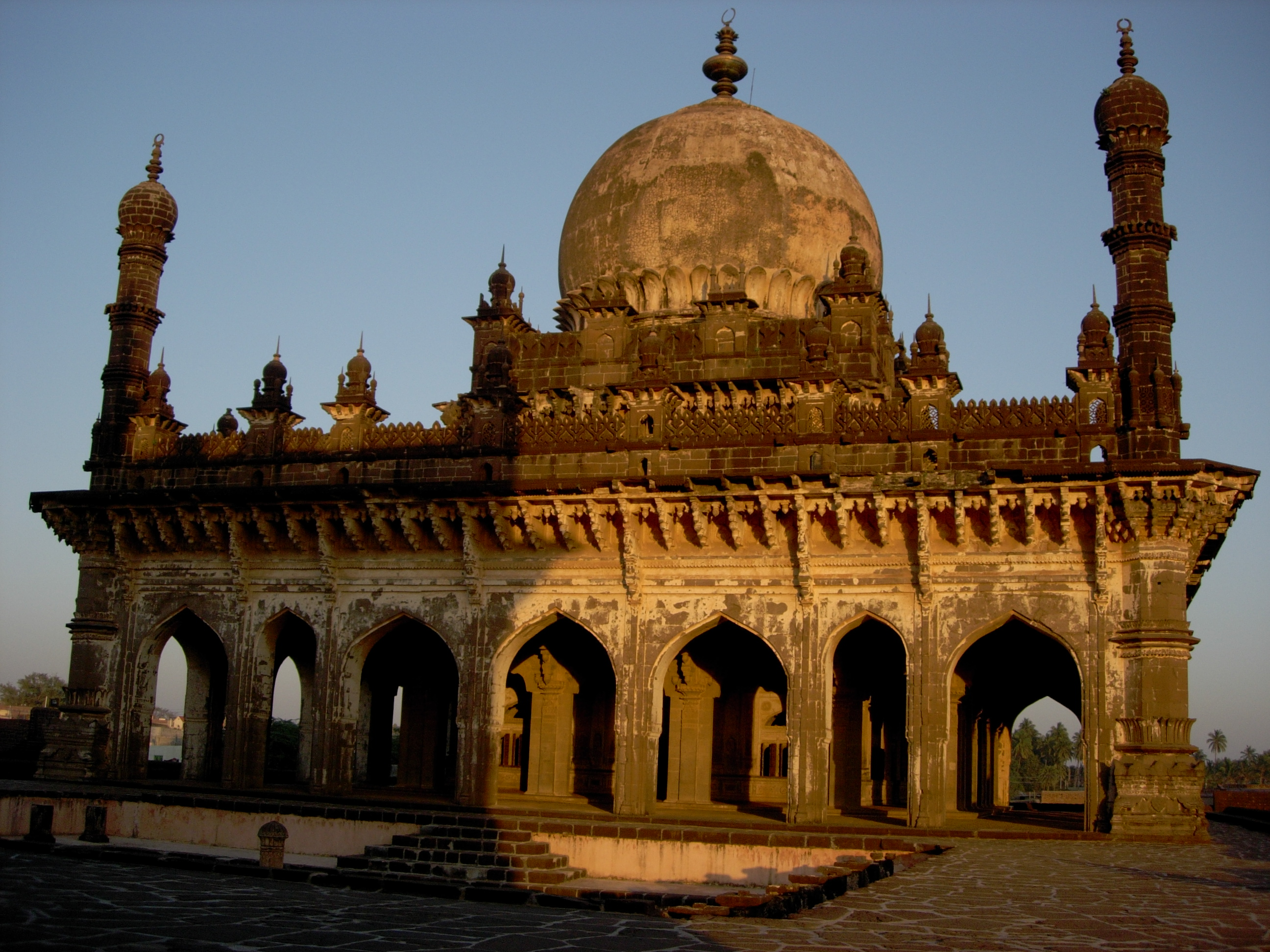
Ibrahim Rauza

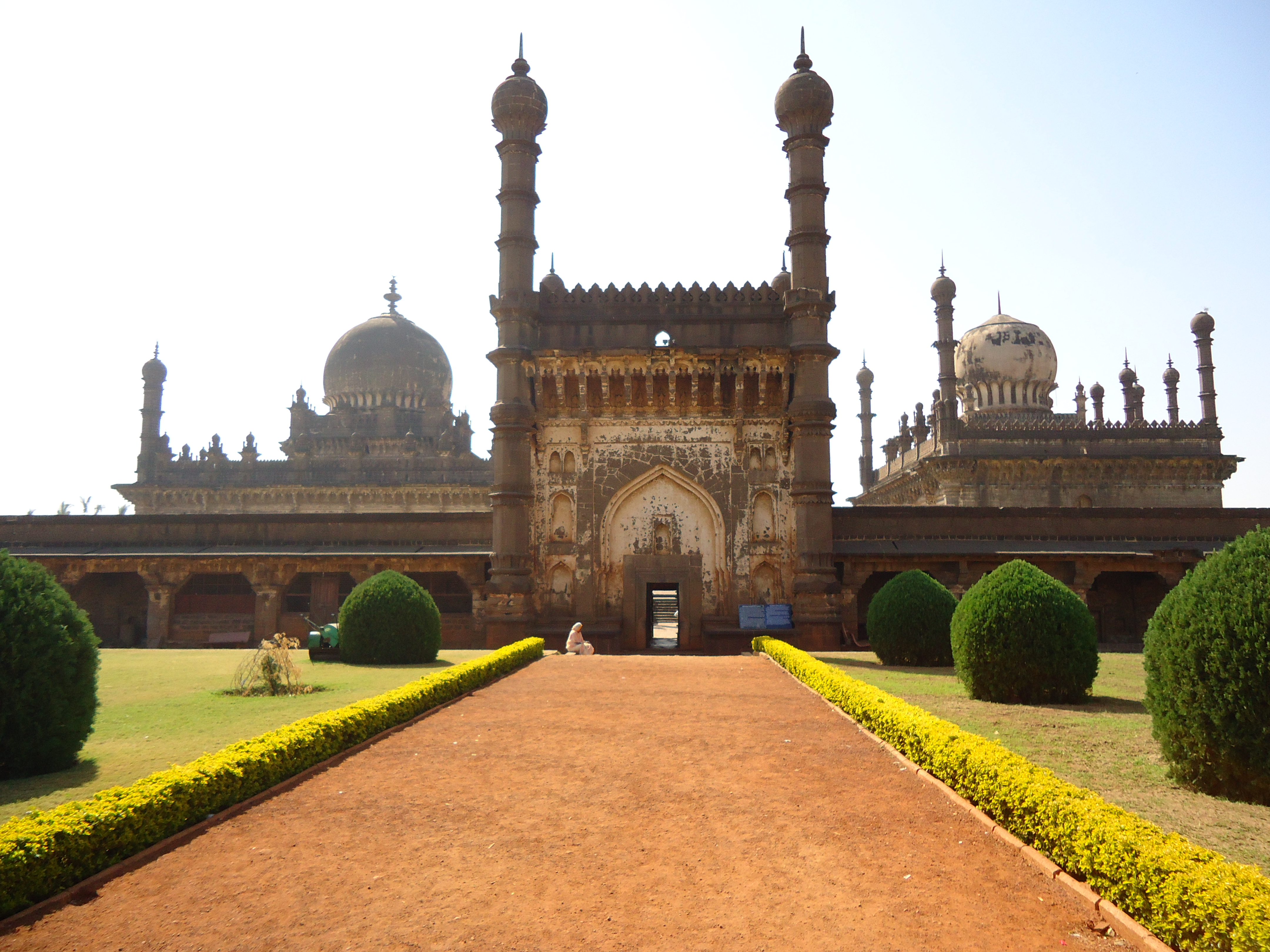
Ingresso allIbrahim Rauza

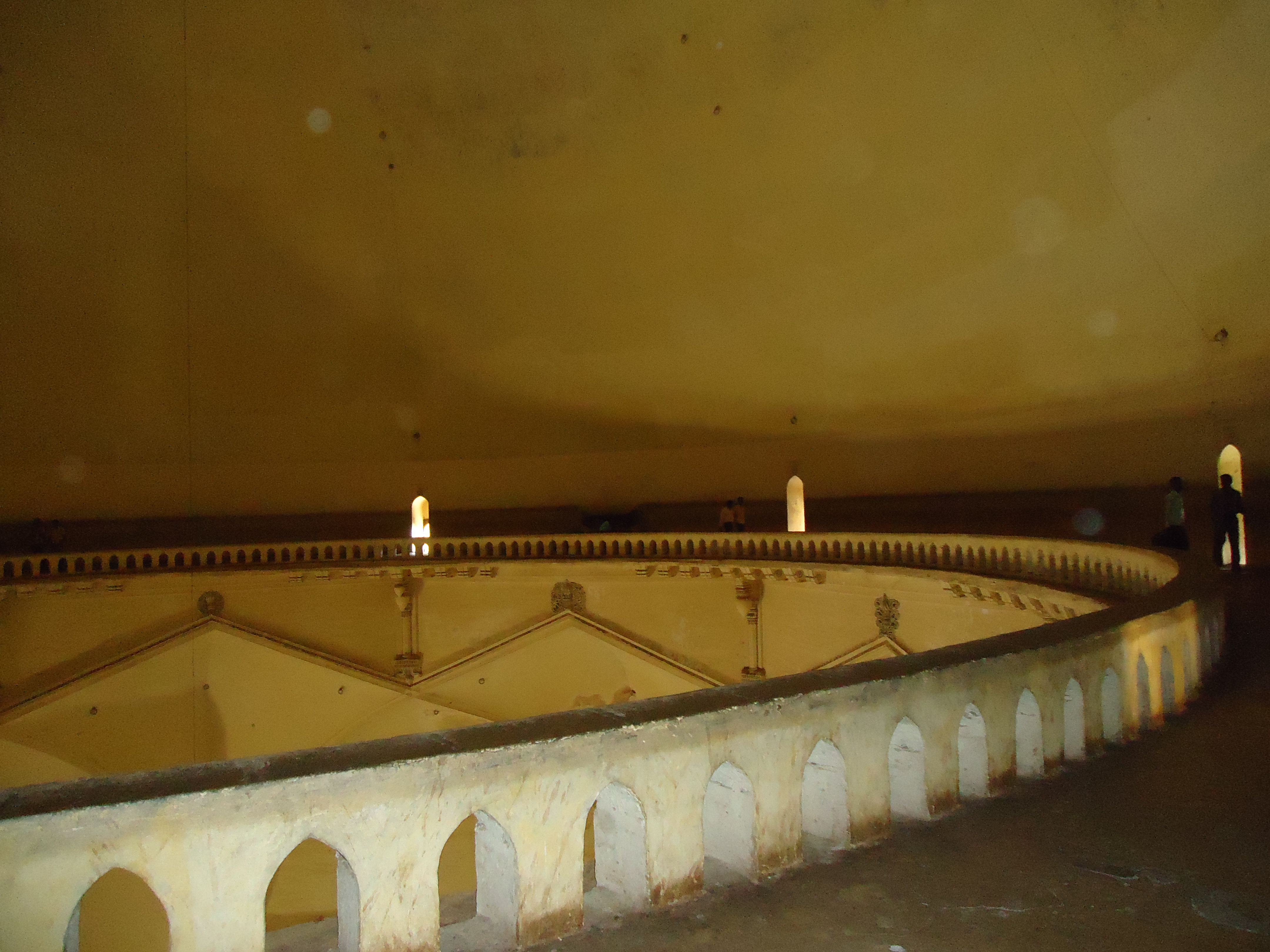
Un particolare della Whispering gallery del Gol Gumbaz

Oltre a Delhi, Bijapur è la città indiana che vanta il numero più alto di edifici significativamente rilevanti dal punto di vista architettonico. Questa è un'eredità lasciata dai sovrani 'Adil Shahi, che più di tutti investirono sull'architettura. Gli edifici di Bijapur sono i più apprezzati di tutto il Deccan. La città è nota per il sistema di cupole con un sorprendente trattamento dei pennacchi, per il largo uso di minareti e guldasta come elementi ornamentali, per le elaborate cornici e per l'uso di un tipo di malta di grande resistenza e durevolezza. I materiali impiegati sono pietrisco e intonaco o muratura. Per quest'ultima veniva impiegata una pietra locale molto fragile. Gli architetti provenivano dall'India settentrionale, mentre la manodopera e gli artigiani erano della zona.
Dell'antica Bijapur (antecedente al sultanato) resta molto poco:
- i rozzi minareti con le gallerie in legno che fanno parte delle mura della Mecca Masjid (Moschea della Mecca)
- la moschea di Karīm al-Dīn, dotata di un'iscrizione del 1320 e ricavata da pilastri di antichi templi induisti, con una parte centrale elevata a forma di cleristorio che ricorda le moschee del Gujarat[7]
- la moschea di Khwāja Jahān, simile alla precedente ma senza cleristorio.[7]

Del periodo degli 'Adil Shahi, la struttura più antica è la vecchia moschea del Venerdì di Yussuf, eretta nel 1512-13 da Khwaja Sanbal durante il regno di Moḥammed Shāh IV del Sultanato di Bahman. Questa moschea prefigura in modo sorprendente lo stile futuro con una singola cupola emisferica posta su un alto tamburo circolare con la base circondata da un anello di foglie verticali in modo che l'intera cupola assomigli a un bocciolo floreale, e archi di facciata con archi a sesto acuto. Le curve si interrompono a una certa distanza dalla corona e proseguono fino all'apice tramite tangenti alla curva.
Al periodo di Ibrahim 'Adil Shah I risalgono la Dakhni Idgah, all'interno delle odierne mura civiche, e diverse piccole moschee, in una delle quali (quella di Ibrahim) i pennacchi degli archi sono decorati con medaglioni sostenuti da un elemento a forma di mensola, divenuto poi un ornamento molto comune. Di questo periodo solo una moschea ha una cupola, che è quella di Ibrahimpur (1526).
Durante il lungo regno di 'Ali 'Adil Shah I vennero costruite le mura civiche, di qualità disomogenea poiché ogni nobile era responsabile di una sezione. Vennero completate tra il 973 e il 1565, con cinque porte principali fiancheggiate da bastioni e piombatoie, accessibili tramite ponti levatoi attraverso un fossato oltre il quale si trova una controscarpa rivestita e un camminamento nascosto. Molti bastioni vennero modificati per ospitare cannoni pesanti.
Oltre alle mura, allo stesso periodo risalgono il Gagan Mahal (una sala con molte opere in legno intagliato), una piccola moschea dedicata al sayyid Ali Shahid Pir decorata con intonaco tagliato, il borgo di Shahpur appena fuori Bijapur, i forti di Shahdrug (1558), Dharwad (1567), Shahanur e Bankapura (1573), la tomba di 'Ali e la grande moschea a lui dedicata (1576) e non completata.
Durante il regno di Ibrahim 'Adil Shah II la vecchia muratura in intonaco venne sostituita con una in pietra scolpita. A questo periodo risalgono:
- il complesso con il Sat Manzil e il Chini Mahal (1582)[8]
- la moschea Malika Jahān, il primo edificio in pietra scolpita[8]
- l'Ibrahim Rauza, la più grande opera degli 'Adil Shahi, ovvero il mausoleo di Ibrahim II e della sua famiglia. Il complesso si trova all'interno di un giardino recintato di 137,2 metri quadrati e comprende una tomba e una moschea su un basamento comune. La tomba (che, secondo le iscrizioni, era destinata solo alla regina Taj Sultana) presenta una spaziatura irregolare tra le colonne e altre caratteristiche, e la camera del cenotafio è decorata con disegni geometrici e calligrafici che si ritiene contengano l'intero testo del Corano. Un'iscrizione riporta la data di completamento, con numerazione abjad, ovvero 1626.[8]
- i palazzi Anand Mahal e Ather Mahal: il primo destinato allo svago, il secondo in legno dipinto con affreschi ritenuti opera di artisti italiani[8]
- la Andu Masjid ("moschea uovo", 1608), ha la moschea (presumibilmente ad uso delle donne) al piano superiore, con una cupola sottostante. La muratura è levigata e finemente giuntata, e sopra si trova una cupola a costoloni.[8]
- la moschea Naw Gunbadh, l'unico edificio di Bijapur a possedere cupole multiple[8]
- il mausoleo dei fratelli pīr Hamid e Latif Allah Qadiri (morti rispettivamente nel 1602 e nel 1612)[8]
- il Mehtar Mahal, un ingresso al cortile interno di una moschea della città, con una stretta facciata basata su un doppio quadrato verticale e riccamente rivestita di motivi a drappeggio in pietra, e con un balcone sostenuto da lunghi montanti in pietra scolpita. I soffitti sono a cassettoni e gli esterni sono decorati con superbe cornici ed elaborate volte a crociera, tutte riccamente intagliate.[8]

La mancanza di documenti storici e di iscrizioni rende difficile il collocamento cronologico dei monumenti costruiti sotto il regno di Mohammed 'Adil Shah. La moschea di Mustafa Khan è semplice, con una facciata in cui l'arco centrale è molto più largo di quelli laterali. Si menzionano anche il Sara 'i (1640-1), un Mahall ad Ainapur, le tombe del wazir Nawaz Khan e di diversi pīr, il mausoleo di Afdal Khan e la sua moschea, l'unica a due piani di tutta Bijapur.
Una menzione speciale va fatta per l'opera più importante di questo regno, uno dei massimi trionfi strutturali dell'edilizia musulmana in assoluto: il Gol Gumbaz (Cupola rotonda), mausoleo di Mohammed 'Adil Shah. La tomba ha una cupola emisferica dal diametro esterno di 43,9 m, la quale è sostenuta da una massa esterna quasi cubica di 47,4 metri quadrati, con una torretta ottagonale a gradoni a ogni angolo. La superficie coperta, circa 1693 m², è la più grande al mondo coperta da una singola cupola. La decorazione esterna è semplice, limitata al grande cornicione largo 3,5 m sostenuto da quattro file di mensole. La cupola è sostenuta internamente da archi a quadrati intersecati. L'iscrizione sopra la porta sud riporta la data della morte di Mohammed, il 1656, periodo in cui furono interrotti i lavori. Anche la tomba di sua moglie Jahan Begum ad Ainapur restò incompiuta. Le fondamenta, i pilastri e le torrette ottagonali hanno le stesse dimensioni del Gol Gumbaz, ma la cupola doveva essere costruita sopra una camera centrale.
Del regno di 'Ali 'Adil Shah II restano il padiglione Pani Mahal sulle mura civiche e la Mecca Masjid, entrambi con una splendida muratura e squisite incisioni superficiali. Si menzionano anche il mausoleo di Yakut Dabuli, che ha la particolarità di avere una moschea più grande della tomba, e il mausoleo incompiuto di 'Ali 'Adil Shah II.
Gli unici edifici rilevanti del periodo successivo sono la porta orientale di Aurangzeb che conduce alla moschea del Venerdì e la tomba a cielo aperto di Sikandar 'Adil Shah, ultimo sovrano della sua dinastia.

## Società

### Evoluzione demografica
Al censimento del 2001 la popolazione di Bijapur assommava a 245.946 persone, delle quali 126.554 maschi e 119.392 femmine. I bambini di età inferiore o uguale ai sei anni assommavano a 31.788, dei quali 16.680 maschi e 15.108 femmine. Infine, coloro che erano in grado di saper almeno leggere e scrivere erano 169.657, dei quali 95.787 maschi e 73.870 femmine.
Il censimento del 2005 ha registrato una popolazione di 280.000 abitanti.

## Economia
Bijapur è sede di industrie tessili e chimiche e ospita alcuni college affiliati all'Università Karnatak di Dharwad.